# Jofuku Hiroshi
Hiroshi Jofuku (城福 浩 (Thành Phúc Hạo) Jokufu Hiroshi, sinh ngày 21 tháng 3 năm 1961) là một huấn luyện viên và cựu cầu thủ bóng đá người Nhật Bản, hiện đang là huấn luyện viên trưởng của câu lạc bộ J1 League Tokyo Verdy.

## Sự nghiệp huấn luyện viên
Hiroshi Jofuku đã dẫn dắt Fujitsu, FC Tokyo, Ventforet Kofu Sanfrecce Hiroshima và hiện đang là huấn luyện viên của Tokyo Verdy.